# Jean Rédélé

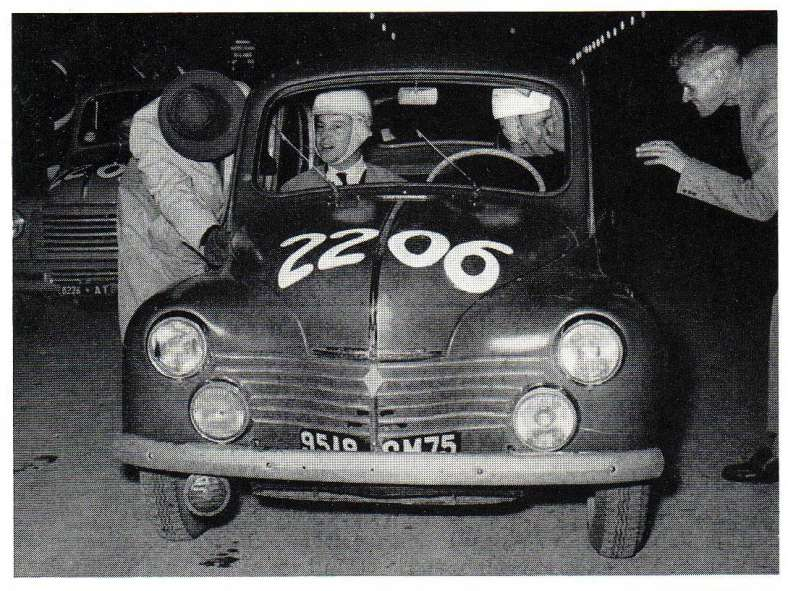
Jean Rédélé und Louis Pons im Renault 4CV bei der Mille Miglia 1954

Jean Emile Amédée Rédélé (* 17. Mai 1922 in Dieppe; † 10. August 2007 in Paris) war ein französischer Rennfahrer, Konstrukteur und Autobauer. Er war der Gründer des französischen Sportwagenherstellers Alpine.

## Herkunft
Jean Rédélé war der Sohn von Emile Rédélé, Renault-Händler aus Dieppe. Er wollte ursprünglich beruflich eigene Wege gehen und strebte eine Beamtenlaufbahn an, nachdem er 1946 sein Diplom bei der staatlichen Hochschule für Höhere Laufbahnen in Industrie und Handel abgelegt hatte. Sein Vater überzeugte ihn jedoch, die im Krieg zerstörte Renault-Vertretung weiterzuführen. So übernahm Jean Rédélé mit 24 Jahren als jüngster Renault-Vertreter Frankreichs die Werkstatt seines Vaters.

## Motorsport

### Erste Schritte
Jean Rédélé interessierte sich seit seiner Jugend für den Motorsport und nutzte die Möglichkeiten, die er durch die eigene Werkstatt hatte. Das erste Rennen fuhr er im Rahmen einer Wette gegen einen ortsansässigen Peugeot-Händler und gewann mit seinem Renault 4CV gegen dessen Peugeot 203. Das erste offizielle Rennen fuhr Jean Rédélé 1951 mit einem Renault 4 CV und gewann. 1952 wurde er Dritter bei der Tour de France für Automobile und gab sein Debüt beim 24-Stunden-Rennen von Le Mans, bei dem er als Siebzehnter und damit Letzter in Wertung ins Ziel kam; 57 Fahrzeuge waren gestartet. Es folgten Klassensiege und Platzierungen bei Rennen wie der Mille Miglia.

### Der Konstrukteur

#### 1950er-Jahre
Rédélé war vom Konzept des 4CV überzeugt und begann mit der Umsetzung seiner Idee, ein eigenes Fahrzeug zu bauen; ein Fahrzeug auf Basis des 4CV mit Renault-Technik, das mit einer verbesserten Karosserie und einem getunten Motor für den Renneinsatz noch besser geeignet wäre. Sein Schwiegervater Jean Escoffier, der eine Werkstatt in Paris besaß, unterstützte ihn. In Paris wurden die ersten Prototypen gebaut, die erfolgreich in Rennen eingesetzt wurden.
Ein Prototyp wurde 1954 auf der New Yorker Auto Show gezeigt. 1955 stellte Jean Rédélé im Renault-Stammwerk in Billancourt seinen Sportwagen vor: drei serienreife Alpine A106 in den Farben Rot, Weiß, Blau in Anlehnung an die französische Nationalflagge. Das Design der Karosserie des A106 stammte von Giovanni Michelotti, ein Teil der Technik aus der Renault-Großserie, der Motor saß im Heck des Fahrzeugs. Im gleichen Jahr gründete Rédélé seine Firma Alpine. Der Markenname Alpine, den seine Autos erhielten, war eine Anlehnung an den Sieg beim Criterium des Alpes von 1954 (Alpenpokal).
1956 begann die Serienproduktion des A106 als Straßenversion. Die Karosserien wurden bei Chappe et Gessalin gefertigt. Bis 1960 wurden 251 Fahrzeuge in Handarbeit zusammengebaut, 40 weitere als Lizenzbau in Belgien. Die Übergänge zum Nachfolgemodell waren fließend und begannen mit einer veränderten Motorisierung und Änderungen am Heck des Fahrzeugs. Der Alpine A108 löste das Vorgängermodell ab. Die Produktion der Karosserien der A108 übernahm Jean Rédélé nun selbst. Der Wagen wurde als Coupe 2+2 und als Cabrio angeboten. 1960 wurde die Karosserie der Fahrzeuge entscheidend verändert, die neue Form prägte 17 Jahre lang das Aussehen der Alpine. Das Heck blieb vorerst unverändert. 1960 präsentierte Rédélé auf dem Pariser Autosalon sein neues Modell, eine zweitürige Sportversion des A108, den Alpine A108 Berlinette, einen kompromissloser Sportwagen, und etablierte sich schnell im französischen Motorsport.

#### 1960er-Jahre
1961 schloss Rédélé einen Vertrag mit Willys-Overland, die ab 1962 den Alpine A108 Berlinette in Brasilien in Lizenz montierten (der Handelsname dieser Fahrzeuge war Willys Interlagos), und knüpfte weitere Kontakte in Spanien. Ab 1963 wurde dort der Alpine A108 Berlinette, später der Alpine A110 gefertigt.
Bereits 1962 präsentierte Jean Rédélé den Nachfolger des Alpine A 108 Berlinette, den Alpine A 110 Berlinette und ein neues Sportcoupe 2+2, den Alpine GT4 auf dem Automobilsalon in Paris. Der Alpine GT4 war ein 4,05 Meter langes Sportcoupé mit vier Sitzen. Mit 112 gebauten Exemplaren ist es heute eine Rarität. Der bekanntere Alpine, der neue Alpine A 110 Berlinette, war äußerlich dem Alpine A 108 Berlinette sehr ähnlich, bekam jedoch ein neues Heck und den Motor vom Renault R8. Erst auf dem Pariser Autosalon von 1966 wurde der Alpine A110 Berlinette mit den typischen Zusatzscheinwerfern präsentiert.
1963 konstruierte Rédélé sein erstes Rundstreckenfahrzeug, den Alpine M63, der mit einem Gordini-Motor Typ 55 ausgestattet war. Das Renndebüt hatte der Alpine M63 beim 1000-km-Rennen auf dem Nürburgring 1963. Drei weitere Alpine M63 wurden für das 24-Stunden-Rennen von Le Mans 1963 hergestellt. 1964 starteten drei Alpine M63 beim 12-Stunden-Rennen von Sebring. Zwei der Fahrzeuge wurden nach dem Rennen verkauft und blieben in den USA.
1964 kündigte Jean Rédélé seinen Einstieg in die Formel 2 und Formel 3 an. Der erste Renneinsatz des Alpine M64 fand wieder auf dem Nürburgring statt. 1965 wurde ein weiterer Rennprototyp, der Alpine M65, präsentiert. 1966 wurde ein überarbeiteter Alpine M66, auch Alpine A210 genannt, gebaut. Der Wagen erreichte eine Höchstgeschwindigkeit von 250 km/h; durch Änderungen am Motor konnte sie auf 270 km/h gesteigert werden. 1967 beim 24-Stunden-Rennen von Le Mans wurde bei den blauen Rennfahrzeugen erstmals der Schriftzug Alpine-Renault angebracht. Es folgten weitere Rennfahrzeuge wie der Alpine A211 und der Alpine A220.
Ab dem Jahr 1965 konnte Jean Rédélé seine Serienfahrzeuge als Alpine-Renault über das Renault-Händlernetz verkaufen, sodass er noch mehr Kunden erreichte. Im gleichen Jahr erschien der Renault R8 mit Gordini-Motor auf dem französischen Markt, der dann auch im Alpine A 110 Berlinette verwendet wurde. Nach einem Test lobte die deutsche Zeitschrift Auto, Motor und Sport von 1967 den Gordini-Motor. Er habe sensationelle Fahrleistungen und eine ausgezeichnete Laufkultur. Bereits 1966 testete die Auto, Motor und Sport ebenfalls einen Alpine A110, für den Tester damals Neuland. Er beschrieb die Fahrt mit den folgenden Worten: „Kein Zweifel, wir saßen in einem verkappten Rennwagen. […] Der Drehzahlmesser fliegt regelrecht auf 7000/min, und selbst im vierten Gang scheint der Drang nach vorn ungemindert anzuhalten. […] Die Fahrleistungen des Alpine lassen unsere gängigen Sportwagen beinahe wie zweisitzige Attrappen erscheinen. […] Den Alpine Erbauern ging es um die Schaffung einer kompromisslosen Fahrmaschine, die ein Optimum an Fahrleistungen und Fahreigenschaften verwirklicht. Dieses Ziel wurde erreicht. […] Man muss die Alpine zu den bestliegenden Heckmotorwagen rechnen, die derzeit gebaut werden.“
Jean Rédélé erweitert seine Kontakte stetig und begann ab 1968 bis 1973 in Bulgarien die A110 wieder in Lizenzbau unter dem Handelsnamen Bulgaralpine zu verkaufen. Auch in Mexiko gab es Lizenzbauten, die als Dinalpin auf den Markt kamen.
1968 legte Renault seine gesamten Aktivitäten im Motorsport in die Hände von Jean Rédélé und Alpine. 1970 bekam der Alpine A110 Berlinette den neuen Renault-12-Gordini-Motor, der den knapp 700 kg leichten Alpine auf 215 km/h beschleunigte. 1971 gewann Alpine mit dem Alpine A110 1600 die Rallye Monte Carlo,  ebenso wie die französische Rallye-Meisterschaft. Der Alpine A 110 Berlinette wurde Anfang der 1970er-Jahre zum unschlagbaren Motorsportwagen bei internationalen Rallyes. Mit 70 Mitarbeitern zählte die Alpine-Equipe zu den größten Teams im Rallye-Motorsport. Der Alpine A110 gewann alle großen Titel des Rallyesports.

#### 1970er-Jahre
1971 wurde das Automobilwerk im französischen Dieppe in den Renault-Konzern eingegliedert. 1973 übernahm Renault die Aktienmehrheit bei Alpine. Jean Rédélé nahm die Führungsposition als Président Directeur General ein, die er bis 1978 behält.
Ebenfalls 1971 brachte Alpine einen neuen Sportwagen auf den Markt, den Alpine A310 der bis 1977 parallel zum A110 hergestellt wurde. Die Front des A310 ist ein aus dem Windkanal stammender kantiger, futuristischer Entwurf; anfangs ist das Fahrzeug mit Vierzylindermotoren ausgestattet; 1977 wird das Aussehen verändert und der Europa-V6-Motor eingebaut.
1978 gewann ein Rennwagen aus Dieppe, der Alpine A442, das 24-Stunden-Rennen von Le Mans.
Als Jean Rédélé 1978 Alpine verließ, übernahm er die Leitung mehrerer Renault-Vertretungen in Frankreich. 1991 besaß er noch Autohäuser in Dieppe und Paris. Die restlichen Anteile seiner Firma Alpine verkaufte er 1978 an Renault, die die Marke bis 1995 weiterführten. Die Rechte der Marke Alpine gehören bis heute dem Renault-Konzern. Das Automobilwerk in Dieppe ist bis heute erhalten und baut jetzt Renault-Fahrzeuge.
Am 10. August 2007 starb Jean Rédélé im Alter von 85 Jahren in Paris.

## Nachleben
Am 30. August 2008 wurde in Dieppe zum Gedenken an Jean Rédélé ein Denkmal, das „Monument Jean Rédélé“, in der Avenue de Bréauté eingeweiht. Bei der Einweihungsfeier wurden viele seiner Fahrzeuge ausgestellt. Ein weiteres Denkmal in Frankreich, ein in Bronze gegossener Alpine A110, erinnert an die großen Siege im Motorsport.
Im Jahr 2012 zum 50. Geburtstag des Alpine A110 stellte Renault zu Ehren der Rallyelegende einen Sportwagenprototyp mit dem Namen  Alpine A110-50 vor. Das Fahrzeug hat außer seiner blauen Farbe keinerlei Ähnlichkeiten mit seinem Namensgeber Alpine A110, es wurde beim Formel-1-Grand-Prix von Monaco vorgestellt. Das Fahrzeug ähnelt stark dem Renault DeZir, einer Studie von 2010. Der Alpine A110-50 war jedoch nicht die erste Studie von Renault, die den Namen Alpine trägt.

## Statistik

### Le-Mans-Ergebnisse
| Jahr | Team             | Fahrzeug    | Teamkollege | Platzierung | Ausfallgrund |
| ---- | ---------------- | ----------- | ----------- | ----------- | ------------ |
| 1952 | Renault          | Renault 4CV | Guy Lapchin | Rang 17     |              |
| 1953 | R. N. U. Renault | Renault 4CV | Louis Pons  | Ausfall     | Motorschaden |

### Sebring-Ergebnisse
| Jahr | Team              | Fahrzeug     | Teamkollege | Platzierung | Ausfallgrund |
| ---- | ----------------- | ------------ | ----------- | ----------- | ------------ |
| 1955 | Regie Renault Co. | Renault 1063 | Louis Pons  | Ausfall     | Unfall       |

### Einzelergebnisse in der Sportwagen-Weltmeisterschaft
| Saison | Team    | Rennwagen               | 1   | 2   | 3   | 4   | 5   | 6   | 7   |
| ------ | ------- | ----------------------- | --- | --- | --- | --- | --- | --- | --- |
| 1953   | Renault | Renault 4CV             | SEB | MIM | LEM | SPA | NÜR | RTT | CAP |
| 1953   | Renault | Renault 4CV             |     | 151 | DNF |     |     |     |     |
| 1954   |         | Renault 4CV             | BUA | SEB | MIM | LEM | RTT | CAP |     |
| 1954   |         | Renault 4CV             | 66  |     |     |     |     |     |     |
| 1955   | Renault | Renault 4CV Alpine A106 | BUA | SEB | MIM | LEM | RTT | TAR |     |
| 1955   | Renault | Renault 4CV Alpine A106 |     | DNF | 108 |     |     |     |     |
| 1956   |         | Renault Dauphine        | BUA | SEB | MIM | NÜR | KRI |     |     |
| 1956   |         | Renault Dauphine        | DNF |     |     |     |     |     |     |
| 1957   |         | Alpine A106             | BUA | SEB | MIM | NÜR | LEM | KRI | CAR |
| 1957   |         | Alpine A106             | DNF |     |     |     |     |     |     |